# Жизнєва Ольга Андріївна
Ольга Андріївна Жизнєва (справжнє прізвище Нойман, рос. О́льга Андре́евна Жи́знева; 17 квітня 1899, Санкт-Петербург, Російська імперія — 10 листопада 1972, Москва, РРФСР, СРСР) — російська і радянська актриса театру і кіно. Народна артистка РРФСР (1969).

## Біографічні відомості
Народилася 17 квітня 1899 р. Закінчила школу при Московському театрі Корша (1920).
З 1920 р. — актриса Театру ім. Горького в Нахічевані, працювала в театрах Москви, Ленінграда, Харкова, Києва, Казані, Махачкали. З 1946 р. — в Театрі-студії кіноактора.
Була одружена з відомим російським режисером А. М. Роомом.
Померла 10 листопада 1972 р. Похована на Введенському кладовищі, поруч з чоловіком.

## Вибрана фільмографія
- 1925 — «Його заклик»
- 1925 — «Закрійник з Торжка» (незнайомка)
- 1926 — «Процес про три мільйони» (Норис)
- 1927 — «Альбідум» (Віра Ширяєва)
- 1929 — «Привид, який не повертається» (Клемансо)
- 1935 — «Суворий юнак» (Степанова)
- 1939 — «Підкидьок» (мама Наташі)
- 1944 — «Черевички» (Катерина II)
- 1947 — «Солістка балету» (Віра Георгіївна Нелідова)
- 1953 — «Адмірал Ушаков» (Катерина II)
- 1954 — «Дами» (к/м, дружина директора)
- 1954 — «Про це не можна забувати» (Євдокія Гармаш)
- 1956 — «Різні долі» (Олена Семенівна Огнєва, мати Тані)
- 1956 — «Перші радощі» (Віра Нікандрівна Ізвєкова)
- 1957 — «Незвичайне літо» (Віра Ізвєкова)
- 1959 — «Золотий ешелон» (Семтцвєтова)
- 1959 — «За всяку ціну»
- 1960 — «Звичайна історія» (Іванова)
- 1960 — «Будинок з мезоніном» (Катерина Павлівна)
- 1961 — «Музика Верді» (к/м, Смокульска)
- 1961 — «Два життя» (Бороздіна)
- 1962 — «Я буду танцювати» (Віра Павлівна)
- 1963 — «На трасі» (к/м, Косачиха)
- 1964 — «Гранатовий браслет» (пані Заржицька)
- 1968 — «Доживемо до понеділка» (мама Мельникова (у вик. В. В. Тихонова)
- 1968 — «Щит і меч» (Баронеса)
- 1968 — «По Русі» (господиня антикварного магазину)
- 1969 — «Квіти запізнілі» (княгиня Приклонська)
- 1970 — «Кремлівські куранти» (дружина Нікольського)
- 1972 — «Надбання республіки» (княгиня Тихвинська) та ін.

Знялась в українських фільмах «Суворий юнак» (1936), «Вітер зі Сходу» (1940, Яніна Пшежинська), «Дім з мезоніном» (Катерина Павлівна), «Звичайна історія» (1960, Іванова).